# Stanley Shoveller
Stanley Howard Shoveller (2. rujna 1881. — 24. veljače 1959.) je bivši engleski hokejaš na travi. Igrao je na mjestu srednjeg napadača.
Osvojio je zlatno odličje na hokejaškom turniru na Olimpijskim igrama 1908. u Londonu igrajući za Englesku. 
Na Olimpijskim igrama je opet nastupio na hokejaškom turniru 1920. u Antwerpenu. Tada je kao 39-godišnjak, nastupio za reprezentaciju Ujedinjenog Kraljevstva Velike Britanije i Sjeverne Irske.
Stanley Shoveller je prvim olimpijskim junakom u hokeju na travi. Bio je poznat kao "kralj" na položaju srednjeg napadača i bio je prevladavajućim likom u engleskim osvajanjima zlatnih odličja.